# Malaysia Open 1968
Die Malaysia Open 1968 im Badminton fanden Mitte Oktober 1968 in Penang statt.

## Finalergebnisse
| Disziplin    | Sieger                        | Finalist                   | Ergebnis          |
| ------------ | ----------------------------- | -------------------------- | ----------------- |
| Herreneinzel | Tan Aik Huang                 | Ippei Kojima               | 15–4, 13–15, 15–6 |
| Dameneinzel  | Hiroe Yuki                    | Eva Twedberg               | 11–1, 11–6        |
| Herrendoppel | Tan Yee Khan Ng Boon Bee      | Ippei Kojima Issei Nichino | 11–15, 15–9, 15–9 |
| Damendoppel  | Machiko Aizawa Etsuko Toganoo | Noriko Takagi Hiroe Yuki   | 15–11, 15–10      |
| Mixed        | Svend Andersen Eva Twedberg   | Teh Kew San Ng Mei Ling    | 18–17, 15–13      |